# Motive (album Activ)
Motive – trzeci album tercetu popowego – Activ, wydany 25 czerwca 2005 roku. W Rumunii uzyskał status złotej płyty.

## Lista utworów
1. „Superstar” (Supergwiazda) – 3:24 (Bolfea/Botezan/Barac/Sipos/Nistor/Cicieran/Stefanic)
2. „Visez (2004)” (Śnię) – 3:19 (Nistor/Cicieran/Stefanic)
3. „Doar Cu Tine” (Tylko Z Tobą) – 3:26 (Cicieran/Griober/Stefanic/Hora/Nistor)
4. „Motive” (Powody) – 3:22 (Nistor/Cicieran/Stefanic)
5. „Timpul” (Czas) – 3:34 (Griober/Nistor)
6. „În Inima Mea” (W Moim Sercu) – 3:23 (Griober/Nistor/Stefanic)
7. „Lucruri Simple” (Proste Rzeczy) – 3:23 (Bolfea/Botezan/Barac/Sipos/Nistor)
8. „Dor” (Tęsknota) – 3:15 (Bolfea/Botezan/Barac/Sipos/Nistor)
9. „Zile Cu Tine” (Dni Z Tobą) – 3:32 (Griober/Nistor)
10. „Heaven” (Niebo) – 3:27 (Bolfea/Botezan/Barac/Nistor/Sipos)
11. „Surrender” (Kapitulacja) – 3:10 (Nistor/Cicieran/Stefanic)
12. „Dimineață” feat. George (Ranek) – 3:46 (Nistor/Cicieran/Stefanic)
13. „Visez” (Śnię) – 3:06 (Nistor/Cicieran/Stefanic)

## Single
1. Visez
2. Doar cu tine
3. Superstar